# 谷川俊太郎
谷川 俊太郎（たにかわ しゅんたろう、1931年〈昭和6年〉12月15日 - 2024年〈令和6年〉11月13日）は、日本の詩人、翻訳家、絵本作家、脚本家。
太平洋戦争後の現代日本を代表する、国民的詩人と評価されている。

## 人物

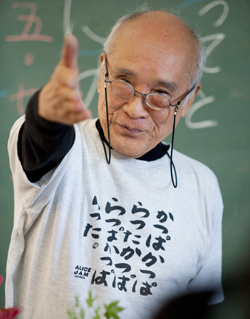
2015年

哲学者で法政大学総長の谷川徹三を父、衆議院議員長田桃蔵の娘である多喜子を母として、東京府豊多摩郡杉並町（現：東京都杉並区）に生まれ育つ。元愛知県常滑市長の庭瀬健太郎は従弟である。
1938年 （昭和13年）に東京市立杉並第二尋常小学校へ、1944年（昭和19年）に東京都立豊多摩中学校（後の東京都立豊多摩高等学校）を卒業。に入学。太平洋戦争末期の1945年（昭和20年）5月に山の手空襲を体験した。またこの年、京都府久世郡淀町に疎開し、京都府立桃山中学校に転学した。終戦翌年の1946年（昭和21年）に杉並の自宅へ戻り、豊多摩中学校に復学した。
1948年（昭和23年）から詩作および発表を始める。
1950年（昭和25年）には、父の知人であった三好達治の紹介によって『文学界』に「ネロ他五編」が掲載される。1952年（昭和27年）には処女詩集『二十億光年の孤独』を刊行する。
まもなく、詩作と並行して歌の作詞、脚本やエッセイの執筆、評論活動などを行うようになる。
また、石原慎太郎、江藤淳、大江健三郎、寺山修司、浅利慶太、永六輔、黛敏郎、福田善之ら若手文化人らと「若い日本の会」を結成し、1960年（昭和35年）の日米安保条約改定に反対した。
1962年（昭和37年）に『月火水木金土日のうた』で第4回日本レコード大賞作詞賞を受賞した。
1964年（昭和39年）からは映画制作に進出し、同年開催された東京オリンピックの記録映画『東京オリンピック』に脚本家として参加。また同年、絵本も手掛けるようになった。映画においては、自ら「市川崑監督の弟子」と称して、その作品の脚本を書いた。1973年（昭和48年）の『股旅』などは特に評価が高い。1978年（昭和53年）の『火の鳥』も、映画自体は遊びが過ぎて酷評されたものの、『キネマ旬報』にも掲載された脚本は、手塚治虫による原作に忠実で詩人としての本領を発揮した雄渾な作品である。
1967年（昭和42年）には初の訳書となる『あしながおじさん』（ジーン・ウェブスター）を出版。翻訳の分野では『スイミー』（レオ・レオニ）のほか『ピーナッツ』『マザー・グースのうた』など2007年（平成19年）時点までにおよそ50種類の著作を手がけている。
1968年（昭和43年）に母校である都立豊多摩高等学校へ『あなた』を創作。以降、豊多摩高校では卒業式で卒業生がこの詩を朗読するのが伝統となっている。
2007年（平成19年）時点までに出版した詩集・詩選集は80冊以上に及ぶ。子どもが読んで楽しめるようなもの（『わらべうた』『ことばあそびうた』など）から、実験的なもの（『定義』『コカコーラ・レッスン』など）まで幅広い作風を特徴としている。谷川の詩は英語、フランス語、ドイツ語、スロバキア語、デンマーク語、中国語、モンゴル語などに訳されており、世界中に読者を持っている。
2010年（平成22年）に公式Twitterを開始。2014年（平成26年）には息子と孫との共著『どこかの森のアリス』を出版した。
2017年（平成29年）、個人のファンにより北海道札幌市に谷川公認の「俊カフェ」がオープンした。これは、谷川による語りを尾崎真理子がまとめた評伝『詩人なんて呼ばれて』（新潮社）年表に記載されたほか、2018年（平成30年）に開催された「谷川俊太郎展」（於：東京オペラシティアートギャラリー）の年表最後にも記載された。
2024年（令和6年）11月13日、老衰のため92歳で死去した。遺作は、覚和歌子と交わした『対詩』（たいし）で、『新潮』2025年1月号に掲載された。翌2025年（令和7年）5月12日、お別れの会が帝国ホテルで開かれ、約560人が参列・献花した。

## エピソード
- 詩人を生業とすることを自負し[10]、日本ビジュアル著作権協会の会員として、著作権擁護に熱心に取り組んだ。2007年（平成19年）には希学園とSAPIXに対して、受験教材に勝手に作品を掲載され著作権を侵害されたと主張して、なだいなだ他25名とともに東京地方裁判所に出版差止め訴訟を起こした[11]。一方で、「詩というのは書いた以上他人のもの」と言い、自分の詩を起点に詩を連ねていくプロジェクトも喜んでおり、詩を本来は金銭とは馴染まずしかし必要最低限の著作権によって詩人としてお金を稼いでいきたいと考えているようである[12]。
- これまで3度結婚しており、岸田衿子は最初の、大久保知子（元新劇女優）は2人目の、佐野洋子は3人目の妻であった。また、大久保との間に生まれた息子の谷川賢作は音楽家であり、父子によるコンサートを数多く行っている。
- 1日1食を実践し、夜はセブンイレブンの玄米ご飯とレトルトパックを中心とした食事をする毎日。
- 『ピーナッツ』（PEANUTS）の翻訳作業について、谷川は一度引退宣言をするなどあまり好きではなかったものの[13]、紆余曲折を経て1967年（昭和42年）から2020年（令和2年）までの長期にわたり全作品の訳を手掛けた。谷川は約50年もの間、翻訳に携わってきたことについて「嫌だって言いながら、途中から他の人の訳を見ると、何か腹立たしくなったり、俺もやらなきゃなんて思ったり。最後は自分のものであってほしい、なんて取られそうな気がして。だから、個人全集みたいになるのが申し訳ないし、途中で嫌になったりしているのに、いいのかなって思いながら――（全作翻訳のきっかけとなった）今度の全集がうれしいんですよ、僕は」と語っている。また谷川にとって、登場キャラクターは身内のような存在になったという。原作者のチャールズ・M・シュルツについては手塚治虫のような漫画家をイメージしていたため、対面時の印象について「全然、漫画家のイメージじゃないんですよ。僕の彼に対する第一印象は哲学者だった」という[14]。
- 最新のテクノロジーやデジタルガジェットに興味があり、少年期は真空管ラジオを自作、1970年代からヴィンテージ物のラジオ受信機を蒐集、200台近く集めた。コレクションは京都工芸繊維大学に2005年（平成17年）に寄贈している。ワープロやパソコンに手を出したのも早く、当初はシャープの書院を使い、その後DynabookやVAIOなどWindowsパソコンを経てMacを使っていたほか、PalmやiPod touchも使っていた[15]。詩はノート型のMacで、居間や書斎で書く[16]。

## 略年譜
- 1931年（昭和6年）12月15日：東京市信濃町の慶応病院で帝王切開により生まれ、杉並の東田町で育つ[17]。
- 1936年（昭和11年）：高円寺の聖心学園に入園[17]。
- 1938年（昭和13年）：杉並第二小学校に入学[17]。
- 1944年（昭和19年）：東京都立豊多摩中学校に入学[17]。
- 1945年（昭和20年）7月：京都府久世郡淀町にある母方の祖父の元に母親と疎開[17]。9月、京都府立桃山中学校に転学[17]。
- 1946年（昭和21年）3月：杉並の自宅に戻り、豊多摩中学校に復学[17]。
- 1948年（昭和23年）：北川幸比古らの影響でガリ版刷りの詩誌に詩を発表する[17]。
- 1950年（昭和25年）：高校を卒業[17]。父の友人である三好達治の紹介により雑誌『文学界』に詩が掲載される[17]。
- 1952年（昭和27年）6月：第一詩集『二十億光年の孤独』刊行[17]。
- 1953年（昭和28年）7月：詩誌『櫂』の同人に参加[17]。『六十二のソネット』刊行[17]。
- 2024年（令和6年）11月13日：老衰のため92歳（享年94歳）で死去する。

## 作品に対する評価
- 吉本隆明は「日本でプロフェッショナルだと言える詩人が三人いる。それは田村隆一、谷川俊太郎、吉増剛造だ」と評している[18]。また、1982年（昭和57年）、渋谷にある西武劇場の講演で『交合』に関して「これは谷川さんの作品の中でぼくならば一番いいというふうに理解します。」と述べた[19]。
- 谷川は、詩人の辻征夫との対談の中で、「無意識から出てきている」「書きたいと思っても書けない」自身の作品として、『公園又は宿命の幻』『交合』『芝生』を挙げたことがある[20]。『公園又は宿命の幻』は『谷川俊太郎詩集』（現代詩文庫・1969年）に、『交合』は『コカコーラ・レッスン』（思潮社・1980年）に、『芝生』は『夜中に台所でぼくはきみに話しかけたかった』（青土社・1975社）にそれぞれ収められている。
- 文藝評論家の丸谷才一は、谷川の『日々の地図』（集英社・1982年）収録の『新宿哀歌』の書評で、書き出しを引用した上で「こんなところを読むと、谷川俊太郎は戦後日本の北原白秋なのだと改めて気がつく。白秋の『東京景物詩』のせいではなく、あふれるほどの才能があつて、仕事ぶりがきれいで、口あたりのいい感じが、じつによく似ているのだ。（中略）しかし、白秋では民謡がいちばんいいと三好達治は語つたさうだが、谷川は民謡を書いてゐない。地方出身者で造酒屋の息子である白秋が身につけてゐたやうな、生活者としての共同体感覚は、東京の哲学者の息子にはないのだろう。彼はその意味で、戦後詩人であるよりもむしろ都市化の時代の詩人なのである。彼には田村隆一が持つてゐるやうな形での（東京下町の風俗としての）伝統的な生活様式はない。大岡信が持つてゐるやうな、紀貫之や藤原定家の言葉と通ひあふものもない」と書いている[21]。

## 受賞歴
- 1962年：『月火水木金土日のうた』で第4回日本レコード大賞作詞賞
- 1975年：『マザー・グースのうた』で日本翻訳文化賞
- 1983年：『日々の地図』で読売文学賞
- 1985年：『よしなしうた』で現代詩花椿賞
- 1988年：『はだか　谷川俊太郎詩集』で野間児童文芸賞、『いちねんせい』で小学館文学賞
- 1989年：『メランコリーの川下り』でアメリカン・ブック・アワード
- 1992年：『女に』で丸山豊記念現代詩賞
- 1993年：『世間知ラズ』で萩原朔太郎賞
- 1996年：朝日賞[22]
- 2005年：日本文化デザイン大賞
- 2006年：『シャガールと木の葉』で毎日芸術賞
- 2008年：『私』で詩歌文学館賞
- 2010年：『トロムソコラージュ』で鮎川信夫賞
- 2011年：中坤国際詩歌賞（中国の詩歌の民間最高賞）[23]
- 2016年：『詩に就いて』で三好達治賞
- 2019年：国際交流基金賞
- 2022年：「ストルガ詩の夕べ」金冠賞[24]
- 2023年：第75回NHK放送文化賞[25]
- 2024年：第66回日本レコード大賞特別功労賞

1982年には芸術選奨文部大臣賞に選ばれたが辞退し、国家からの褒章は受けていない。

## 著書・作品

### 詩集
1. 『二十億光年の孤独』創元社 1952年 のち集英社文庫
2. 『六十二のソネット』創元社 1953年 のち講談社+α文庫
3. 『愛について』東京創元社 1955年 のち小学館文庫
4. 『絵本』的場書房 1956年
5. 『谷川俊太郎詩集』東京創元社 ポエム・ライブラリィ 1958年
6. 『あなたに』東京創元社 1960年
7. 『21』思潮社 1962年
8. 『落首九十九』朝日新聞社 1964年
9. 『谷川俊太郎詩集』思潮社 1965年 新装 1993年
10. 『旅』香月泰男画 求龍堂 1968年 のち思潮社 1995年
11. 『谷川俊太郎詩集』角川文庫 1968年
12. 『谷川俊太郎詩集』思潮社 現代詩文庫 1969年
13. 『うつむく青年』山梨シルクセンター出版部 1971年
14. 『空に小鳥がいなくなった日』サンリオ 1974年
15. 『夜中に台所でぼくはきみに話しかけたかった』青土社 1975年
16. 『定義』思潮社 1975年
17. 『誰もしらない』杉浦範茂絵 国土社 1976年
18. 『新選谷川俊太郎詩集』思潮社 新選現代詩文庫 1977年
19. 『そのほかに』集英社 1979年
20. 『谷川俊太郎詩集 続』思潮社 1979年 新装 1993年
21. 『コカコーラ・レッスン』思潮社 1980年
22. 『わらべうた』正続（集英社、1981 - 1982年）のち文庫
23. 『みみをすます』福音館書店 1982年
24. 『日々の地図』集英社 1982年
25. 『ワンス 1950-1959』出帆新社 1982年 「Once」集英社文庫
26. 『現代の詩人 9 谷川俊太郎』中央公論社 1983年
27. 『どきん』理論社 1983年 のちフォア文庫
28. 『手紙』集英社 1984年
29. 『日本語のカタログ』思潮社 1984年
30. 『詩めくり』マドラ出版 1984年 のちちくま文庫
31. 『よしなしうた』青土社 1985年
32. 『谷川俊太郎』藤富保男編 ほるぷ出版 日本の詩 1985年
33. 『空の青さをみつめていると 谷川俊太郎詩集1』角川文庫 1985年（『谷川俊太郎詩集』改題）
34. 『朝のかたち 谷川俊太郎詩集2』角川文庫 1985年
35. 『はだか』佐野洋子絵 筑摩書房 1988年
36. 『メランコリーの川下り』思潮社 1988年
37. 『魂のいちばんおいしいところ』サンリオ 1990年
38. 『女に』佐野洋子絵 マガジンハウス 1991年
39. 『詩を贈ろうとすることは』集英社 1991年
40. 『谷川俊太郎詩集 続』思潮社 現代詩文庫 1993年
41. 『谷川俊太郎詩集 続続』思潮社 現代詩文庫 1993年
42. 『これが私の優しさです』集英社文庫 1993年
43. 『地球色のクレヨン Happy birthday earth3』子供地球基金編 メディアファクトリー 1993年
44. 『十八歳』沢野ひとし絵 東京書籍 1993年 のち集英社文庫
45. 『子どもの肖像』紀伊國屋書店 1993年
46. 『世間知ラズ』思潮社 1993年
47. 『モーツァルトを聴く人』小学館 1995年 のち小学館文庫
48. 『いしっころ 谷川俊太郎詩集』北川幸比古責任編集 岩崎書店 1995年
49. 『真っ白でいるよりも』創美社編 集英社 1995年
50. 『いろはうた』和田誠絵 いそっぷ社 1997年
51. 『やさしさは愛じゃない』写真：荒木経惟 幻冬舎 1996年
52. 『谷川俊太郎詩集』ハルキ文庫 1998年
53. 『みんなやわらかい』広瀬弦画 水内喜久雄編 大日本図書 1999年
54. 『詩集』思潮社 2002年
55. 『minimal』William.I.Elliott, 川村和夫訳 思潮社 2002年
56. 『はるかな国からやってきた』童話屋 2003年
57. 『夜のミッキー・マウス』新潮社 2003年 のち文庫
58. 『あなたはそこに』田中渉絵 マガジンハウス 2003年
59. 『谷川俊太郎《詩》を読む』澪標 2004年
60. 『シャガールと木の葉』集英社 2005年
61. 『谷川俊太郎詩選集 1』田原編 集英社文庫 2005年
62. 『いまぼくに 谷川俊太郎詩集』水内喜久雄選・著 理論社 2005年
63. 『谷川俊太郎詩選集 2』田原編 集英社文庫 2005年
64. 『谷川俊太郎詩選集 3』田原編 集英社文庫 2005年
65. 『すこやかにおだやかにしなやかに』佼成出版社 2006年
66. 『谷川俊太郎 歌の本』講談社 2006年 ※歌詞集
67. 『すき』理論社 2006
68. 『写真ノ中ノ空』写真：荒木経惟 アートン 2006年
69. 『私』思潮社 2007年
70. 『すてきなひとりぼっち』童話屋 2008年
71. 『ひとりひとりすっくと立って 谷川俊太郎・校歌詞集』山田兼士編 澪標 2008年
72. 『子どもたちの遺言』田淵章三写真 佼成出版社 2009年
73. 『トロムソコラージュ』新潮社 2009年 のち新潮文庫
74. 『62のソネット+36』集英社文庫 2009年
75. 『詩の本』集英社 2009年
76. 『私の胸は小さすぎる』角川学芸出版 2010年
77. 『絵本』復刻普及版 澪標 2010年
78. 『みんなの谷川俊太郎詩集』ハルキ文庫 2010年
79. 『まんま』伴田良輔写真 徳間書店 2011年
80. 『東京バラード、それから』幻戯書房 2011年
81. 『自選 谷川俊太郎詩集』岩波文庫 2013年
82. 『写真』晶文社 2013年
83. 『おおきなひとみ』宇野亜喜良絵 芸術新聞社 2013年
84. 『せんはうたう』望月通陽絵 ゆめある舎 2013年
85. 『小さなかがやき』長倉洋海写真 偕成社 2013年
86. 『日本語を味わう名詩入門 19 谷川俊太郎』萩原昌好編 渡邉良重画 あすなろ書房 2013年
87. 『ぼくはぼく』童話屋 2013年
88. 『こころ』朝日新聞出版 2013年
89. 『ミライノコドモ』岩波書店 2013年
90. 『ごめんね』ナナロク社 2014年
91. 『悼む詩』正津勉編 東洋出版 2014年
92. 『おやすみ神たち』川島小鳥写真 ナナロク社 2014年
93. 『雪の国の白雪姫』パルコエンタテインメント事業部 2014年
94. 『恐竜人間』PARCO出版 2015年
95. 『詩に就いて』思潮社 2015年
96. 『あたしとあなた』ナナロク社 2015年
97. 『今』竹沢うるま写真 小学館 2015年
98. 『今日までそして明日から』田淵章三写真 佼成出版社 2015年
99. 『いそっぷ詩』広瀬弦絵 小学館 2016年
100. 『おとなのための俊太郎 谷川俊太郎詩集 CDブック』辻康介、鈴木広志、根本卓也編 アルテスパブリッシング 2016年
101. 『そして 谷川俊太郎自選詩集』下田昌克 絵 銀の鈴社 ジュニア・ポエム双書 2016年
102. 『谷川俊太郎詩選集 4』田原編 集英社文庫 2016年
103. 『だいち』山口マオ え 岩崎書店 2017年
104. 『聴くと聞こえる on Listening 1950 - 2017』創元社 2018年
105. 『空を読み雲を歌い 北軽井沢・浅間高原詩篇一九四九―二〇一八』アーツアンドクラフツ 2018年
106. 『バウムクーヘン』ナナロク社 2018年
107. 『普通の人々』スイッチ・パブリッシング 2019年
108. 『谷川俊太郎詩集 たったいま』講談社 2019年
109. 『ベージュ』新潮社 2020年 のち新潮文庫
110. 『詩活の死活 この時代に詩を語るということ』田原、山田兼士編 澪標 2020年
111. 『どこからか言葉が』朝日新聞出版 2021年
112. 『さよならは仮のことば―谷川俊太郎詩集―』新潮社 2021年
113. 『虚空へ』新潮社 2021年
114. 『A TASTE OF TANIKAWA 谷川俊太郎の詩を味わう』ナナロク社 2021年
115. 『谷川俊太郎詩集』角川春樹事務所 2022年
116. 『となりの谷川俊太郎』ポエムピース 2022年
117. 『楽園』トゥーヴァージンズ 2023年
118. 『ハダカだから』スイッチ・パブリッシング 2023年
119. 『[電子書籍オリジナル版]自選 谷川俊太郎詩集』岩波書店 2023年
120. 『今日は昨日のつづき どこからか言葉が 』朝日新聞出版 2025年

### 絵本 童話
1. 『けんはへっちゃら』あかね書房 1965年 のち文庫
2. 『しのはきょろきょろ』和田誠絵 あかね書房 1969年
3. 『ワッハワッハハイのぼうけん』和田誠絵 講談社 1971年
4. 『ぴよぴよ』堀内誠一絵 ひかりのくに 1972年
5. 『かっきくけっこ』堀内絵 ひかりのくに 1972年
6. 『あっはっは』堀内絵 ひかりのくに 1972年
7. 『ことばあそびうた』瀬川康男絵 福音館書店 1973年
8. 『十円玉』大野一興絵 エルム 1976年
9. 『あけるな』安野光雅絵 銀河社 1976年
10. 『とおるがとおる』和田誠絵 あかね書房 1976年
11. 『こっぷ』今村昌昭写真 日下弘AD 福音館書店 1976年
12. 『24にんのわらうひとともうひとり』ポプラ社 1977年
13. 『もこもこもこ』元永定正絵 文研出版 1977年
14. 『由利の歌』すばる書房 1977年
15. 『せかいはひろし』和田誠絵 あかね書房 1978年
16. 『あいうえおっとせい』白根美代子絵 さ・え・ら書房 1978年
17. 『ぽたぽたとぷん』今井弓子絵 さ・え・ら書房 1979年
18. 『とととおっとっと』小林和子絵 さ・え・ら書房 1979年
19. 『えをかく』長新太絵 講談社 1979年
20. 『にほんご』安野光雅、大岡信、谷川俊太郎、松居直編集 福音館書店 1979年
21. 『ほうすけのひよこ』梶山俊夫絵 銀河社 1980年
22. 『ことばあそびうた また』瀬川康男絵 福音館書店 1981年
23. 『わたし』長新太絵 福音館書店、かがくのとも 1981年
24. 『しんすけくん』大久保千広写真 サンリード 1982年
25. 『ごつんふわふわ』なかのまさたかえ 福音館書店 1982年
26. 『おばあちゃん』三輪滋絵 ばるん舎 1982年
27. 『ひとり』三輪滋絵 ばるん舎 1982年
28. 『せんそうごっこ』三輪滋絵 ばるん舎 1982年
29. 『あな』福音館書店、こどものとも 1983年
30. 『ねずみのつきめくり』レオ・レオニ絵 佑学社 1983年
31. 『パナンペのはなし』森村玲画 瑞木書房 1983年
32. 『なにぬねこ』ナメ川コーイチ絵 サンリード 1983年
33. 『うるんが?うるんが?』栗村江利絵 瑞木書房 1984年
34. 『めのまどあけろ』長新太え 福音館書店 1984年
35. 『しゃしんえほん』竹内敏信写真 誠文堂新光社 1984年
36. 『とき』太田大八え 福音館書店 1984年
37. 『よるのびょういん』長野重一写真 福音館書店 こどものとも 1985年
38. 『あしたのあ・あなたのア ことばがうまれる』梶山俊夫絵 太郎次郎社 1986年
39. 『おばあちゃんのえほん』まろい洋子絵 リブロポート 1987年
40. 『いち』佐野洋子絵 国土社 1987年
41. 『いちねんせい』和田誠絵 小学館 1988年
42. 『かばがおこった やってきたアラマせんせい1』桑原伸之絵 国土社 1988年
43. 『げんごろうをさがせ やってきたアラマせんせい2』国土社 1988年
44. 『あいうえおがすき やってきたアラマせんせい3』国土社 1988年
45. 『いっぽんの鉛筆のむこうに』堀内誠一絵 福音館書店 1989年
46. 『これはのみのぴこ』和田誠絵 サンリード 1989年
47. 『動物たちのカーニバル』広瀬弦絵 評論社 1990年
48. 『かぼちゃごよみ』川原田徹絵 福音館書店 1990年
49. 『だれ?』井上洋介絵 講談社 1990年
50. 『これはおひさま』大橋歩え 福音館書店 1990年
51. 『おしょうがつさん』大橋歩え 福音館書店 1990年
52. 『ままですすきですすてきです』タイガー立石え 福音館書店 1992年
53. 『かんからかん』小森誠え 福音館書店 1993年
54. 『ふじさんとおひさま』佐野洋子絵 童話屋 1994年
55. 『青は遠い色』堀本恵美子画 玲風書房 1996年
56. 『クレーの絵本』パウル・クレー絵 講談社 1996年
57. 『しりとり』和田誠 いそっぷ社 1997年
58. 『よるのようちえん』中辻悦子絵 福音館書店 1998年
59. 『あいうえおうた』降矢なな絵 福音館書店 1999年
60. 『これはあっこちゃん』薙野たかひろえ ビリケン出版 1999年
61. 『そしたらそしたら』柚木沙弥郎え 福音館書店 2000年
62. 『クレーの天使』パウル・クレー絵 講談社 2000年
63. 『ともだち』和田誠絵 玉川大学出版部 2002年
64. 『にゅるぺろりん』長新太絵 クレヨンハウス 2003年
65. 『まり』広瀬弦絵 クレヨンハウス 2003年
66. 『かいてかいて』和田誠字 クレヨンハウス 2003年
67. 『んぐまーま』大竹伸朗絵 クレヨンハウス 2003年
68. 『ふたごのき』姉崎一馬写真 偕成社 2004年
69. 『あさ 朝』吉村和敏写真 アリス館 2004年
70. 『おにいちゃん、死んじゃった イラクの子どもたちとせんそう』イラクの子どもたち絵 教育画劇 2004年
71. 『ぽぱーぺぽぴぱっぷ』岡崎乾二郎絵 クレヨンハウス 2004年
72. 『とこてく』奥山民枝絵 クレヨンハウス 2004年
73. 『ゆう 夕』吉村和敏写真 アリス館 2004年
74. 『ふたり』中辻悦子絵 クレヨンハウス 2005年
75. 『がいこつ』和田誠絵 教育画劇 2005年
76. 『たべる』井上洋介絵 アートン 2006年
77. 『あさの絵本』吉村和敏写真 アリス館 2006年
78. 『おならうた』飯野和好絵 絵本館 2006年
79. 『詩人の墓』太田大八絵 集英社 2006年
80. 『ふたり★おなじ星のうえで』谷本美加写真 塚本やすし絵 東京書籍 2007年
81. 『すーびょーるーみゅー』土佐信道絵 クレヨンハウス 2007年
82. 『こやたちのひとりごと』中里和人写真 ビリケン出版 2007年
83. 『あくま』和田誠絵 教育画劇 2007年
84. 『きもち』長新太え 福音館書店 2008年
85. 『きらきら』吉田六郎写真 アリス館 2008年
86. 『いろいきてる!』元永定正絵 福音館書店 2008年
87. 『ガチャピンとムックのものがたり』（3部作）大野彰子絵 扶桑社 2008年
88. 『ひとりひとり』ふくだとしお絵 成美堂出版 2009年
89. 『ほしにむすばれて』えびなみつる絵 文研出版 2009年
90. 『死』かるべめぐみ絵 大月書店 2009年
91. 『おそばおばけ』しりあがり寿絵 クレヨンハウス 2009年
92. 『いくつかな?』堀内誠一え くもん出版 2010年
93. 『かあさんどうして』中村悦子絵 佼成出版社 2010年
94. 『ここからどこかへ』和田誠絵 角川学芸出版 2010年
95. 『ココロのヒカリ』元永定正絵 文研出版 2010年
96. 『もりのくまとテディベア』和田誠絵 金の星社 2010年
97. 『なおみ』沢渡朔写真 福音館書店 2007年
98. 『むかしむかし』片山健絵 イースト・プレス 2010年
99. 『そのこ』塚本やすし絵 晶文社 2011年
100. 『おはなししましょう』元永定正え 福音館書店 2011年
101. 『ぶたラッパ』下田昌克さく・え そうえん社 2013年
102. 『あーん』下田昌克 え クレヨンハウス 2013年
103. 『かないくん』松本大洋絵 東京糸井重里事務所 2014年
104. 『しんでくれた』塚本やすし絵 佼成出版社 2014年
105. 『うんこ』塚本やすし絵 ディスカヴァー・トゥエンティワン 2015年
106. 『歌』塚本やすし絵 ディスカヴァー・トゥエンティワン 2015年
107. 『かわださん』遠山昭雄監修 谷川脚本 やべみつのり 絵 雲母書房 はじめてみよう老人ケアに紙芝居 2013年
108. 『あみだだだ』元永定正え 福音館書店 2014年
109. 『かないくん』松本大洋絵 糸井重里企画・監修 東京糸井重里事務所 2014年
110. 『こわくない』井上洋介絵 絵本塾出版 2014年
111. 『せんそうごっこ』三輪滋絵 いそっぷ社 2015年
112. 『せんそうしない』えがしらみちこ絵 講談社 2015年
113. 『はいくないきもの』皆川明絵 クレヨンハウス 2015年
114. 『おばあちゃん』三輪滋絵 いそっぷ社 2016年
115. 『これはすいへいせん』tupera tupera え 金の星社 2016年
116. 『でんでんでんしゃ』スズキコージ え 交通新聞社 2016年
117. 『へいわとせんそう』Noritake絵 ブロンズ新社 2019年
118. 『あるくくま』祖敷大輔絵 クレヨンハウス 2019年
119. 『まるのおうさま』粟津潔絵 福音館書店 2019年
120. 『あ』広瀬弦絵 アリス館 2020年
121. 『じべた』黒田征太郎絵 橙書店 2021年
122. 『どーも』あだちのりふみ絵 クレヨンハウス 2021年
123. 『ぼく』合田里美絵 岩崎書店 2022年
124. 『生きてるってどういうこと？』宮内ヨシオ絵 光文社 2024年

### 散文集
1. 『愛のパンセ』実業之日本社 1957年 のち三笠書房・知的生きかた文庫
2. 『世界へ!』弘文堂 現代芸術論叢書 1959年
3. 『アダムとイブの対話』実業之日本社 1962年
4. 『散文』晶文社 1972年 のち講談社+α文庫
5. 『谷川俊太郎の33の質問』出帆社・路書房 1975年 のちちくま文庫
6. 『三々五々』花神社 1977年
7. 『谷川俊太郎エトセテラ』大和書房 1979年（劇画詩集。2006年4月、いそっぷ社より『谷川俊太郎エトセテラリミックス』と改題増補改訂）
8. 『谷川俊太郎の現代詩相談室』角川書店 1980年
9. 『アルファベット26講』出帆新社 1981年 のち中公文庫
10. 『スーパーマンその他大勢』桑原伸之絵 グラフィック社 1983年
11. 『ぼくの動物美術館 Welcome!』佐藤邦雄画 グラフィック社 1983年
12. 『ことばを中心に』草思社 1985年
13. 『「ん」まであるく』草思社 1985年
14. 『理想的な朝の様子 続谷川俊太郎の33の質問』リブロポート 1986年 のちちくま文庫
15. 『谷川俊太郎ヴァラエティ・ブック「こ・ん・に・ち・は」』マガジンハウス 1999年
16. 『谷川俊太郎 あいまいなままに』日本図書センター 人生のエッセイ 2000年
17. 『詩ってなんだろう』筑摩書房 2001年 のち文庫
18. 『ひとり暮らし』草思社 2001年 のち新潮文庫
19. 『沈黙のまわり 谷川俊太郎エッセイ選』2002年 講談社文芸文庫
20. 『風穴をあける』草思社 2002年 のち角川文庫
21. 『詩を書く なぜ私は詩をつくるか』思潮社 詩の森文庫 2006年
22. 『詩を考える 言葉が生まれる現場』思潮社 詩の森文庫 2006年
23. 『詩を読む 詩人のコスモロジー』思潮社 詩の森文庫 2006年
24. 『谷川俊太郎の問う言葉答える言葉』イースト・プレス 2008年
25. 『すき好きノート』アリス館 2012年
26. 『詩を書くということ 日常と宇宙と』PHP研究所 2014年
27. 『かっぱ語録』角川春樹事務所 2024年
28. 『からだに従う』田原編 集英社文庫 2024年
29. 『谷川俊太郎のあれやこれや』筑摩書房 2025年
30. 『行先は未定です』朝日新聞出版 2025年

### 小説、ドラマ
1. 『花の掟』理論社 1967年
2. 『ぺ（ショートショート集）』講談社文庫 1982年
3. 『いつだって今だもん 谷川俊太郎ドラマ集』大和書房 2009年

### 対談 共著
1. 『対談 谷川俊太郎』すばる書房盛光社 1974年
2. 『対話 詩の誕生』大岡信と、読売新聞社・読売選書 1975年、思潮社 2004年、岩波文庫 2018年
3. 『批評の生理』大岡信 思潮社 1978年、新版2004年
4. 『魂にメスはいらない ユング心理学講義』河合隼雄と対話、朝日出版社 1979年、講談社+α文庫 1993年
5. 『やさしさを教えてほしい』朝日出版社 1981年、女性6名と対話
6. 『自分の中の子ども 谷川俊太郎対談集』青土社 1981年
7. 『ものみな光る 谷川俊太郎対談集』青土社 1982年
8. 『やぁ! 落穂寮の子どもたちのつくったお面と土偶』椎の木会落穂寮共著 サンブライト出版 1982年
9. 『ナンセンス・カタログ』和田誠共著 大和書房 1982年、ちくま文庫 1992年
10. 『丹地保堯写真集 50本の木』丹地保堯著、谷川俊太郎詩、天野祐吉編、あすか書房 1982年、ちくま文庫 1990年
11. 『詩と世界の間で 往復書簡』大岡信 思潮社 1984年、新版2004年
12. 『入場料八八〇円ドリンクつき』佐野洋子共著 白泉社 1984年、新編「入場料四四〇円ドリンクつき」集英社文庫 1995年
13. 『対談 現代詩入門』大岡信と、中央公論社 1985年、中公文庫 1989年、思潮社詩の森文庫 2006年
14. 『あしたのあ・あなたのア 障害児の言語指導にことばあそびを ことばがうまれるまで』谷俊治 監修/波瀬満子共編著 太郎次郎社 1986年
15. 『日本語グラフィティ ことばの考現学』多田道太郎共著 河出書房新社 1987年
16. 『谷川俊太郎対談集』全2巻 冬芽社 1987年 - 1989年
17. 『谷川俊太郎のコスモロジー』思潮社 現代詩読本 特装版 1988年
18. 『子どもが生きる ことばが生きる 詩の授業』（国土社の教育選書 18） 稲垣忠彦、竹内敏晴、国語教育を学ぶ会共著 国土社 1988年
19. 『「にほんご」の授業』（国土社の教育選書 21）稲垣忠彦、竹内敏晴、佐藤学、国語教育を学ぶ会共著 国土社 1989年
20. 『世界人権宣言』アムネスティ・インターナショナル日本支部共著 金の星社 1990年
21. 『かさをささないシランさん』アムネスティ・インターナショナル共作 理論社 1991年
22. 『シリーズ授業〈1〜10，別巻〉』稲垣忠彦、河合隼雄、竹内敏晴、佐伯胖、野村庄吾、佐藤学、前島正俊、牛山栄世、石井順治共編著 岩波書店 1991年 - 1993年
23. 『考えるミスター・ヒポポタムス』広瀬弦共著 マガジンハウス 1992年
24. 『これは見えないものを書くエンピツです プライベート・ビデオ講座』楠かつのり共著 フィルムアート社 1993年
25. 『ふたつの夏』佐野洋子共著 光文社 1995年
26. 『日本語と日本人の心』大江健三郎、河合隼雄共著 岩波書店 1996年、岩波現代文庫 2002年
27. 『かっぱ、かっぱらったか? ことばをあるく9000日』波瀬満子共著 太郎次郎社 1996年
28. 『アラマ、あいうえお! ことばをあるく9000日』波瀬満子共著 太郎次郎社 1996年
29. 『北の時間 谷川俊太郎対談集』友田多喜雄編 響文社 1996年
30. 『子どもと大人 ことば・からだ・心』見田宗介、河合隼雄共著 岩波書店 1997年
31. 『こんな教科書あり? 国語と社会科の教科書を読む』斎藤次郎、佐藤学共著 岩波書店 1997年
32. 『家族はどこへいくのか』河合隼雄、山田太一共著 岩波書店 2000年
33. 『魂のみなもとへ 詩と哲学のデュオ』長谷川宏共著 近代出版 2001年、朝日文庫 2007年
34. 『こころに届く授業 教える楽しみ教わる喜び』河合隼雄共著 小学館 2002年
35. 『声の力　歌・語り・子ども』河合隼雄、阪田寛夫、池田直樹 共著 岩波書店 2002年、岩波現代文庫 2019年
36. 『山里のごちそう話 食・詩・風土再考』内山節、北沢正和共著 ふきのとう書房 2003年
37. 『日本語を生きる』高橋源一郎、平田俊子共著 岩波書店 21世紀文学の創造 別巻 2003年
38. 『谷川俊太郎《詩》を語る ダイアローグ・イン・大阪2000〜2003』田原、山田兼士共著 澪標 2003年
39. 『誰だってちょっと落ちこぼれ スヌーピーたちに学ぶ知恵』河合隼雄共著 講談社 2004、新編『落ちこぼれ、バンザイ!』+α文庫 2009年
40. 『谷川俊太郎《詩の半世紀》を読む』田原、山田兼士、四元康祐・大阪芸大の学生たち共著 澪標 2005年
41. 『谷川俊太郎が聞く武満徹の素顔』小学館 2006
小澤征爾、高橋悠治、坂本龍一、湯浅譲二、河毛俊作、恩地日出夫、宇佐美圭司、武満眞樹
42. 『詩人と絵描き 子ども・絵本・人生をかたる』太田大八対談 山田馨聞き手 講談社 2006年
43. 『読む力・聴く力』河合隼雄、立花隆共著、岩波書店 2006々、岩波現代文庫 2015年
44. 『いのちの木を植える』岡田卓也共著、マガジンハウス 2007年
45. 『谷川俊太郎質問箱』東京糸井重里事務所 2007年
46. 『言葉と科学と音楽と』内田義彦と対話、藤原書店 2008年
47. 『生きる わたしたちの思い 谷川俊太郎with friends』角川SSコミュニケーションズ 2008年
48. 『ねえ』覚和歌子共著 さとうあきら写真 フレーベル館 2008年
49. 『詩と死をむすぶもの 詩人と医師の往復書簡』徳永進共著 2008年 朝日新書
50. 『きみはなまいきなかみさまだ 谷川俊太郎と子どもたち 子どもの詩の絵本』東京都図画工作研究会共編著 三晃書房 2009年
51. 『臨床家河合隼雄』鷲田清一、河合俊雄共編 岩波書店 2009年、岩波現代文庫 2018年
52. 『にほんごの話』和合亮一共著 青土社 2010年
53. 『呼吸の本』加藤俊朗共著 サンガ 2010年
54. 『ぼくはこうやって詩を書いてきた 谷川俊太郎、詩と人生を語る 1942-2009』山田馨共著 ナナロク社 2010年
55. 『一夜だけの詩遊び』内藤里永子共著 メディアファクトリー 2011年
56. 『いじめっこいじめられっこ 1』谷川俊太郎と子どもたち詩 童話屋 小さな学問の書 2014年
57. 『ピーナッツと谷川俊太郎の世界 SNOOPY & FRIENDS: GOOD GRIEF!』チャールズ・M・シュルツ共著 KADOKAWA 2014年
58. 『酔うために飲むのではないからマッコリはゆっくり味わう』申庚林共著 吉川凪訳 クオン 日韓同時代人の対話シリーズ 2015年
59. 『スヌーピーのひみつA to Z』チャールズ・M・シュルツ、今井亮一、井出幸亮と解説、新潮社 とんぼの本 2016年
60. 『詩人なんて呼ばれて』尾崎真理子と対話 新潮社 2017年、新潮文庫 2024年
61. 『対詩 2馬力』覚和歌子共著 ナナロク社 2017年
62. 『星空の谷川俊太郎質問箱』ほぼ日 2017年
63. 『そんなとき隣に詩がいます～鴻上尚史が選ぶ谷川俊太郎の詩～』大和書房 2018年
64. 『今日は誰にも愛されたかった』岡野大嗣、木下龍也 共著、ナナロク社 2019年
65. 『人生相談　谷川俊太郎対談集』朝日文庫 2022年。内田也哉子解説
66. 『言葉の還る場所で 対談集』俵万智と 春陽堂書店 2022年
67. 『その世とこの世』ブレイディみかこと 岩波書店 2023年
68. 『ららら星のかなた 対談集』伊藤比呂美と 中央公論新社 2024年
69. 『終わりなき対話』中島みゆきと 朝日出版社 2025年

### 編纂
- 『遊びの詩』筑摩書房 1981年10月 詩のおくりもの
- 『愛の詩集』サンリオ 1981年12月 のち河出文庫
- 『日本まざあぐうす』毎日新聞社 1982年3月
- 『祝婚歌』書肆山田 1990年3月
- 『声で楽しむ美しい日本の詩』大岡信共編 岩波書店 1990年6月
- 『二十歳の詩集』新書館 1993年6月
- 『母の恋文 谷川徹三・多喜子の手紙 大正十年八月〜大正十二年七月』新潮社 1994年11月 のち文庫、岩波現代文庫
- 『和田夏十の本』晶文社 2000年5月
- 『茨木のり子詩集』岩波文庫 2014年
- 『丘のうなじ 大岡信詩集』童話屋 2015年
- 『辻征夫詩集』岩波文庫 2015年
- 『まど・みちお詩集』岩波文庫 2017年
- 『永瀬清子詩集』岩波文庫 2023年

### 翻訳
- ジーン・ウェブスター『あしながおじさん』少年少女世界の文学 河出書房 1967年 のちフォア文庫
- レオ・レオニ『スイミー ちいさなかしこいさかなのはなし』日本パブッリシング 1969年
- レオ・レオニ『せかいいちおおきなうち りこうになったかたつむりのはなし』日本パブリッシング 1969年
- レオ・レオニ『フレデリック ちょっとかわったのねずみのはなし』日本パブリッシング 1969年
- フローレンス・メアリ・フイッチ『かみさまのほん』福音館書店 1969年
- チャールズ・M・シュルツ『SNOOPY』（『ピーナッツ』）
  - キミの犬だぜ、チャーリーブラウン 鶴書房 1971年
  - 恋してるんだよ、チャーリーブラウン
  - Snoopyのピザ&パスタbook 1997年 角川カラーmini文庫
  - Snoopyのワッフル&パンケーキbook 1997年 角川カラーmini文庫
  - スヌーピーたちの心の相談室 1-3 講談社 1998年 のち+α文庫
  - スヌーピーのしあわせは…あったかい子犬 角川SSコミュニケーションズ 2005年
  - スヌーピーたちの人生案内 主婦の友社 2007年
  - スヌーピーたちの宇宙旅行 ネムズ 2009年
  - 悩んだときに元気が出るスヌーピー 香山リカ選 2009年 祥伝社新書
  - スヌーピーのスクールデイズ 2010年 角川つばさ文庫
  - スヌーピーのラッキーデイズ 2010年 角川つばさ文庫
  - 気持ちが楽になるスヌーピー 2011年 祥伝社新書
- マルセル・マルソー『かえってきたビップ』冨山房 1973年
- フランクリン・ラッセル『みつばち』至光社 1973年
- ピーター・メイル『ぼくどこからきたの?』河出書房新社 1974年
- レオ・レオニ『アレクサンダとぜんまいねずみ ともだちをみつけたねずみのはなし』好学社 1975年
- レオ・レオニ『さかなはさかな かえるのまねしたさかなのはなし』好学社 1975年
- レオ・レオニ『ひとあしひとあし なんでもはかれるしゃくとりむしのはなし』好学社 1975年
- A.ラマチャンドラン『まるのうた』福音館書店 1975年
- 『マザー・グースのうた』全5集、堀内誠一画 草思社 1975 - 1976年
- 『マザー・グース』全4巻、和田誠絵、平野敬一監修 講談社文庫 1981年
- ジョン・バーニンガム『もうふ』冨山房 1976年
  - がっこう 同
  - ゆき 同
  - いぬ 同
  - ともだち 同
  - うさぎ 同
  - あかちゃん 同
  - とだな 同
- クェンティン・ブレイク『ふしぎなバイオリン』岩波書店 1976年
- レオ＝レオニ『シオドアとものいうきのこ えらくなりすぎた ねずみのはなし』ペンギン社 1977年9月
- レオ＝レオニ『じぶんだけのいろ いろいろさがしたカメレオンのはなし』好学社 1978年
- レオ＝レオニ『ペツェッティーノ じぶんをみつけたぶぶんひんのはなし』好学社 1978年
- レオ＝レオニ『ここにいたい!あっちへいきたい! にひきののみのはなし』好学社 1978年
- レオ＝レオニ『うさぎたちのにわ りんごのすきなうさぎのはなし』好学社 1979年
- ウージェーヌ・イヨネスコ『ストーリーナンバー』全4巻 角川書店 1979年
- セシル・ジョスリン文 モーリス・センダック絵『そんなときなんていう? ゆかいなれいぎさほうのほん』岩波書店 1979年
- アンソニー・ブラウン作・絵『こうえんのさんぽ』佑学社 1980年
- マーシャ・ブラウン文と写真『めであるく』佑学社 1980年
- マーシャ・ブラウン文と写真『かたちをきく』佑学社 1980年
- マーシャ・ブラウン文と写真『さわってみる』佑学社 1980年
- ポール・ガルドン『おとなしいめんどり』瑞木書房 1980年
- レイチェル・イザドラ作絵『ベンのトランペット』あかね書房 1981年
- ロン・ロイ『あひるのさんぽ』瑞木書房 1981年
- ピーター・メイル『あかんぼ大作戦』たけむらみちこ共訳 河出書房新社 1982年
- レオ＝レオニ『はなにいろをぬるのはだれ?』佑学社 1982年
- トミー・アンゲラー『マッチ売りの少女アルメット』集英社 1982年
- 『おばけリンゴ ヤーノシュの絵本より』新水社 1982年
- レオ=レオニ『うさぎをつくろう ほんものになったうさぎのはなし』好学社 1982年
- ピーター・メイル『なにがはじまるの? 世界一はずかしい質問のいくつかに答える。』たけむらみちこ共訳 河出書房新社 1983年
- デニス・トラウト『ペンギンのペンギン』リブロポート 1983年 のち中公文庫
- レオ＝レオニ『コーネリアス たってあるいたわにのはなし』好学社 1983年
- ニコラ・ベイリー『いっとうのいぎりすのおうし』冨山房 1984年
- クェンティン・ブレイク『マグノリアおじさん』佑学社 1984年
- ジョン・バーニンガム『がちゃがちゃぽろろん』ほるぷ出版 1985年
- ジョン・バーニンガム『くんくんこらっ』ほるぷ出版 1985年
  - こっこっこめええ 1985年
  - どしんばたん 同
  - とんでつまずく 同
  - よろよろぽん 同
  - おじいちゃん 1985年
- M.B.ゴフスタイン『画家』ジー・シー・プレス 1986年
  - 『作家』 同
- ジョン・バーニンガム『ジュリアスはどこ?』あかね書房 1987年
- ボブ・グレアム『ジョンくんえほん』岩波書店 1988年
- レオ＝レオニ『ニコラスどこにいってたの?』佑学社 1988年
- ジョン・バーニンガム『いつもちこくのおとこのこ: ジョン・パトリック・ノーマン・マクヘネシー』あかね書房 1988年
- M.B.ゴフスタイン『おとなりさん』ジー・シー 1989年
- M.B.ゴフスタイン『ブルッキーのひつじ』ジー・シー 1989年
- レオ＝レオニ『ぼくのだ!わたしのよ! 3びきのけんかずきのかえるのはなし』好学社 1989年
- レオ＝レオニ『6わのからす』佑学社 1989年
- アラン・バルトマン『きたかぜとピオ』福武書店 1989年
- エチエンヌ・ドゥレセール『ゆくゆくあるいてゆくとちゅう』ほるぷ出版 1989年
- レオ＝レオニ『ティリーとかべ』佑学社 1990年
- M.B.ゴフスタイン『生きとし生けるもの』ジー・シー 1990年
- ジョン・バーニンガム『アルド・わたしだけのひみつのともだち』ほるぷ出版 1991年
- スージー・ベッカー『大事なことはみーんな猫に教わった』飛鳥新社 1991年 のち小学館文庫
  - 『大事なことはみーんな猫に教わった(そしてもっと)』飛鳥新社 2008年
- ジャン・ジャック・サンペ『マルセランとルネ』リブロポート 1991年
- レオ＝レオニ『マシューのゆめ えかきになったねずみのはなし』好学社 1992年
- 『かみさまへのあたらしいてがみ』葉祥明絵 サンリオ 1992年
- シャーロット・ポメランツ『くまはどこ?』評論社 1992年
- M.B.ゴフスタイン『ふたりの雪だるま』すえもりブックス 1992年
- 『ロバート・ブライ詩集』金関寿夫共訳 思潮社 アメリカ現代詩共同訳詩シリーズ 1993年
- クヴィエタ・パツォウスカー『まよなかごっこ』太平社 1993年
- ホセ・アルエゴ『どんなもんだい!』童話屋 1993年
- ダニエル・ピンクウォーター『らくがきフルート』童話屋 1993年
- クリス・モズデル詩と絵『77のバカバカ詩』マガジンハウス 1993年
- クリス・モズデル詩と絵『ねこぼうし』マガジンハウス 1994年
- アン・ランド、ポール・ランド『ちいさな1』ほるぷ出版 1994年
- ユリ・シュルヴィッツ『あるげつようびのあさ』徳間書店 1994年
- 『かみさまへのてがみ』サンリオ 1994年
- 『かみさまへのてがみもっと』サンリオ 1994年
- ポール・ガルドン『おとなしいめんどり』童話館出版 1994年
- マーガレット・ワイズ・ブラウン『あかいひかりみどりのひかり』童話館出版 1994年
- サリー・ウィットマン『とっときのとっかえっこ』童話館 1995年
- マーカス・フィスター『にじいろのさかな』講談社 1995年
  - にじいろのさかなしましまをたすける! 1997年
  - にじいろのさかなとおおくじら 1999年
  - こわくないよにじいろのさかな 2002年
  - にじいろのさかなまいごになる 2005年
  - にじいろのさかなうみのそこのぼうけん 2009年
- ポール・ガルドン『めんどりペニー』童話館出版 1995年
- ノーマン・ロックウェル『ウィリーはとくべつ』紀伊國屋書店 1995年
- ロン・ロイ『あひるのさんぽ』童話館出版 1995年
- ジョー・ムーア『ティミー』西村書店 1995年
- ジョン・バーニンガム『コートニー』ほるぷ出版 1995年
- M.B.ゴフスタイン『おばあちゃんのはこぶね』すえもりブックス 1996年
- マーカス・フィスター『きらきらきょうりゅう』講談社 1996年
- レオ＝レオニ『びっくりたまご 3びきのかえるとへんなにわとりのはなし』好学社 1996年
- M.B.ゴフスタイン『私の船長さん』ジー・シー 1996年
- マーガレット・ワイズ・ブラウン『しずかでにぎやかなほん』童話館出版 1996年
- ゴールデン・マクドナルド『ちいさな島』童話館出版 1996年
- クリス・モズデル『新枕本エロティック聖歌』寺田理栄共訳 リブロポート 1997年
- ジョン・バーニンガム『くものこどもたち』ほるぷ出版 1997年
- 『木はえらい イギリス子ども詩集』川崎洋共編訳 1997年 岩波少年文庫
- 『雌牛の幽霊』金関寿夫 遊牧民共訳 思潮社 1997年
- マーガレット・ワイズ・ブラウン『おはようのほん』童話館出版 1997年
- マーカス・フィスター『ミロとまほうのいし』講談社 1998年
  - 『ミロとしましまねずみ』2001年
- エルンスト・ヤンドゥル『あ・べ・こ・べ』講談社 2000年
- レオ・レオーニ『いろいろ1ねん』あすなろ書房 2000年
- ジョン・バーニンガム『ねんころりん』ほるぷ出版 2001年
- イアン・ファルコナー『オリビア』あすなろ書房 2001年
  - オリビアサーカスをすくう 2002年
  - オリビアかぞえる 2002年
  - さかさまオリビア 同
  - オリビア…ときえたにんぎょう 2003年
  - オリビアバンドをくむ 2006年
  - オリビアクリスマスのおてつだい 2008年
- クェンティン・ブレイク『ザガズー じんせいってびっくりつづき』好学社 2002年
- マイケル・ローゼン『悲しい本』あかね書房 2004年
- ピーター・レイノルズ『てん』あすなろ書房 2004年
- アマンダ・ハーン『わたしの手はおだやかです』ソニー・マガジンズ 2005年
- ルース・クラウス『わたしはとべる』講談社 2005年
- パトリック・マクドネル『おくりものはナンニモナイ』あすなろ書房 2005年
- ジュディ・ヒンドレイ『ねどこどこかな?』覚和歌子共訳 小学館 2006年
- アン・ランド『きこえる!きこえる!』集英社 2007年
- ラニ・ヤマモト『ぼくのいるところ かんがえるアルバート』講談社 2008年
  - 『ぼくのじかん かんがえるアルバート』2008年
- ローレン・トンプソン『パパがやいたアップルパイ』ほるぷ出版 2008年
- クリス・ラシュカ『むらさきふうせん』BL出版 2008年
- ブルーノ・ムナーリ『きりのなかのサーカス』フレーベル館 2009年
- ホルヘ・ルハン『ふゆのゆうがた』講談社 2009年
- ボブ・サム話『かぜがおうちをみつけるまで』スイッチ・パブリッシング 2009年
- レオ＝レオニ『マックマウスさん のねずみのなかまになったまちねずみのはなし』好学社 2010年
- エルヴェ・テュレ『まるまるまるのほん』ポプラ社 2010年
- マーク・ハーシュマン『ひとつ』福音館書店 2010年
- レオ・レオニ『あそぼうよ』好学社 2010年
- マーカス・フィスター『ちいさなつきがらす』講談社 2010年
- スーザン・マリー・スワンソン『よるのいえ』岩波書店 2010年
- ジョン・バーニンガム『あかちゃんがやってくる』イースト・プレス 2010年
- エマヌエラ・ブッソラーティ『タラリタラレラ』集英社 2011年
- ブルーノ・ムナーリ『たんじょうびのおくりもの』フレーベル館 2011年
- ブルーノ・ムナーリ『どうぶつうります』フレーベル館 2011年
- レオ＝レオニ『英語でもよめるスイミー』好学社 2013年
- クエンティン・ブレイク作・絵『すてきな曲芸師アンジェロ』好学社 2013年
- エドワード・ギブス『ちびはち』光村教育図書 2013年
- ジョン・バーニンガム『つなひき』BL出版 2013年
- レオ＝レオニ『ねずみのつきめくり』好学社 2013年6月
- クエンティン・ブレイク作・絵『みならい騎士とブーツどろぼう』好学社 2013年
- エルヴェ・テュレ『いろいろいろのほん』ポプラ社 2014年
- ヘレン・オクセンバリーのはじめてのおはなしえほん 岩崎書店
  - 『そとごはん』2014年
  - 『うちのいぬ』2014年
  - 『ダンスをならう』2014年
- セドリック・ラマディエ文 ヴァンサン・ブルジョ絵『おおかみだあ!』ポプラ社 2014年
- エドワード・ギブス『どんぐり』光村教育図書 2014年
- ジョン・バーニンガム『ピクニック』BL出版 2014年
- 『PEANUTSキャラクター大図鑑 スヌーピーとゆかいな仲間たち』学研教育出版 2014年
- ジャニス・メイ・ユードリー文 モーリス・センダック絵『ムーン・ジャンパー』偕成社 2014年
- マーカス・フィスター『いろとりどり』講談社 2015年
- チャールズ・M・シュルツ『ウッドストックの小さいって大きないのち』学研教育出版 2015年
- アン・ランド文 オーレ・エクセル絵『エドワードとうま』岩波書店 2015年
- ジョン・バーニンガム『シルヴィーどうぶつえんへいく』BL出版 2015年
- エルヴェ・テュレ『あそぼ』ポプラ社 2016年
- セドリック・ラマディエ文 ヴァンサン・ブルジョ絵『きをつけておおかみだ!』ポプラ社 2016年
- セドリック・ラマディエ文 ヴァンサン・ブルジョ絵ここからだしてくれ～!』ポプラ社 2016年
- チャールズ・M・シュルツ『スヌーピーのぼくの家は屋根の上』学研プラス 2016年
- ジョン・バーニンガム『ドライバーマイルズ』BL出版 2016年
- レオ＝レオニ『フレデリック ちょっとかわったのねずみのはなし』好学社 2016年
- マーガレット・ワイズ・ブラウン『ちっちゃなほわほわかぞく』童話館 2016年
- ボブ・サム『アラスカのむかしばなし よあけのはこ』あすなろ書房 2025年

### 図鑑
- 『えもじ』福音館書店 文を担当。構成は堀内誠一 みるずかん・かんじるずかん〈銀の本〉1987年

### 映像

#### 映画
- 君も出世ができる（1964年） - 作詞
- 東京オリンピック（1965年） - 脚本
- 京（1968年） - 脚本
- 日本と日本人（監督：市川崑、日本万国博覧会・日本館、1970年） - 脚本
- 愛ふたたび（1971年） - 脚本・作詞
- 股旅（1973年） - 脚本
- 時よとまれ、君は美しい/ミュンヘンの17日（1973年） - 脚本
- キャロル（1974年） - 特別出演
- 火の鳥（1978年） - 脚本
- 子猫物語（1986年） - 詞
- ハリヨの夏（2006年） - 出演（三木先生役）
- ヤーチャイカ（2008年） - 共同監督・脚本
- 詩人 谷川俊太郎（2012年） - 出演
- 谷川さん、詩をひとつ作ってください。（2016年） - 出演

#### テレビドラマ脚本
- ドンファンの死（KRテレビ「慎太郎ミステリー 暗闇の声」、1960年）
- ミュージカル『おかえんなさい』（NHK「パノラマ劇場」第3回、1960年）
- 電話（RKB毎日放送、1961年）
- あなたは誰でしょう（NHK教育「創作劇場」、1961年）
- ムックリを吹く女（北海道放送「東芝日曜劇場」、1961年）脚本[26]
- 祭（北海道放送「近鉄金曜劇場」、1962年）
- パーティー（NHK教育「創作劇場」、1962年）
- 源氏物語（毎日放送、1966年）
- じゃあね（NHK、1974年）

#### その他
- 日曜美術館「私とフェルメール 谷川俊太郎」（1980年4月20日、NHK）[27]
- 寺山修司&谷川俊太郎 ビデオ・レター（アートデイズ、2003年） - 出演
- にじいろのさかな（2005年） - 翻訳
- 系図
- ももたろうの旅

### 人形劇
- バンパの活躍（演出：市川崑、操演：竹田人形座、日本万国博覧会・住友童話館パピプッペ劇場、1970年） - 脚本

### ラジオ
- 太陽系第三惑星 FM谷川（JFN系列、2018年10月29日 - 、毎週日曜[28][29]）
- 青春アドベンチャー（NHK-FM）
  - 『谷川俊太郎の詩と旅する　ことのはワンダーランド』（2021年3月1日 - 12日）[30]

### 作詞
谷川の（歌になることを前提とした）作詞は数百曲に及び、『日本語のおけいこ』『誰もしらない』『歌の本』『ひとりひとりすっくと立って』などに収められている。谷川の詩に曲をつけた歌曲、合唱曲、フォークソングなども数多く、列挙していけばきりがないので、ここでは歌のための作詞に限定する。外部リンクも参照。

#### テレビ・ラジオ・映画のための歌
- 鉄腕アトム（作曲：高井達雄） - 同名アニメの主題歌
- ビッグX（作曲：冨田勲） - 同名アニメの主題歌
- 火の鳥（作曲：ミシェル・ルグラン） - 同名映画の主題歌
- 危いことなら銭になる（作曲：伊部晴美） - 同名映画の主題歌
- 世界の約束（作曲：木村弓） - 映画『ハウルの動く城』主題歌 歌：倍賞千恵子
- まだ生まれない子供（作曲：武満徹、1963年） - 映画『彼女と彼』（羽仁進監督、岩波映画）主題歌
- KISS AND HUG（作曲：MISIA） - 同名ラジオ番組主題歌
- 俺たちの朝（作曲：小室等） - 日本テレビ系『俺たちの朝』主題歌 歌：松崎しげる
- いるよ（作曲：細野晴臣、編曲：高田漣） - NHKEテレ『おかあさんといっしょ』今月の歌

#### 童謡
- もしぼくが（作曲：服部公一）[注釈 3]
- まね（作曲：林光）[注釈 3]
- へのへのもへじ（作曲：いずみたく）[注釈 3]
- 日本語のおけいこ（作曲：寺島尚彦）[注釈 3]
- 一、二、三、・・・（作曲：小林秀雄）[注釈 3]
- ぎらぎらとひょろひょろとちかちか（作曲：服部公一）[注釈 3]
- ひとくいどじんのサムサム（作曲：林光）
- こわれたすいどう（作曲：湯山昭）
- 誰も知らない（作曲：中田喜直）[注釈 3]
- 宇宙船ペペペペランと弱虫ロン（作曲：湯浅譲二）
- ポワ ポワーン（作曲：冨田勲）[注釈 3]

#### その他の作詞曲（歌曲・フォークソング・独唱曲など）
- 死んだ男の残したものは（作曲：武満徹）
- いつも そして いつまでも（作曲：谷川賢作、歌：五輪真弓）
- HOPE 希望（作曲：秋吉敏子、歌：Monday満ちる）
- TAKESHIの、たかをくくろうか（作曲：坂本龍一、歌：ビートたけし）
- うそ（作曲：巨勢典子、歌：夢野幻太郎〈斉藤壮馬〉）
- いま生きているということ（作曲と歌：小室等 なお小室との共作は他多数あり）

- 空に小鳥がいなくなった日（作曲：林光、歌：上條恒彦、コーラス：シンガーズ・スリー）[注釈 3]
- 光る夏の歌（作曲：湯浅譲二、編曲：服部克久、歌：田中星児）[注釈 3]
- どこまでも駆けてゆきたい（作曲：冨田勲、歌：ガロ）[注釈 3]

#### 合唱曲
- 問い（作曲：湯浅譲二）- 作曲の経緯については湯浅『人生の半ば』pp.384-385に詳しい。楽譜には「谷川俊太郎作詩（作詞）」ではなく「谷川俊太郎言葉」と書かれている。テキストの大部分を占めるのは、谷川が考えたさまざまな疑問文である。
- 青空のすみっこ（作曲：寺島尚彦）- 第41回NHK全国学校音楽コンクール中学校の部課題曲
- 信じる（作曲：松下耕）- 第71回NHK全国学校音楽コンクール中学校の部課題曲
- いのち（作曲：鈴木輝昭）- 第77回NHK全国学校音楽コンクール高等学校の部課題曲
- とどいてますか（作曲：新実徳英）- 第89回NHK全国学校音楽コンクール小学校の部課題曲
- ことばあそびうた（作曲：新実徳英）- 1975年全日本合唱連盟の「創作合唱曲公募」（朝日作曲賞の前身）入選作品

#### 校歌・社歌など

##### 幼稚園
- 高千穂学園高千穂幼稚園園歌（作曲：服部公一）
- 新所沢幼稚園園歌（作曲：谷川賢作）

##### 小学校
- 中標津町立中標津東小学校校歌（作曲：八洲秀章）
- いわき市立郷ヶ丘小学校校歌(作曲：湯浅譲二)
- 郡山市立金透小学校校歌（作曲：湯浅譲二）
- 長野原町立北軽井沢小学校校歌（作曲：寺島尚彦）
- 東村山市久米川東小学校校歌（作曲：武満徹）
- 東村山市立秋津東小学校校歌（作曲：湯浅譲二）
- 西東京市立西原小学校校歌（作曲：牛腸征司）
- 西東京市立芝久保小学校校歌（作曲：林光）
- 西東京市立住吉小学校校歌（作曲：林光）
- 立川市立幸小学校校歌（作曲：林光）
- 荒川区立汐入小学校校歌（作曲：林光）
- 荒川区立汐入東小学校校歌（作曲：林光）
- 品川区立三木小学校校歌（作曲：湯浅譲二）
- 練馬区立上石神井北小学校校歌（作曲：服部公一）
- 東大和市立第五小学校校歌（作曲：林光）
- 府中市立武蔵台小学校校歌（作曲：林光）
- 町田市立鶴川第三小学校校歌（作曲：山本直純）
- 国立市立国立第七小学校校歌（作曲：谷川賢作）
- 東久留米市立第五小学校校歌（作曲：諸井誠）
- 南魚沼市立北辰小学校校歌（作曲：細谷禊）
- 藤沢市立石川小学校校歌（作曲：谷川賢作）
- ふじみ野市立駒西小学校校歌（作曲：渡辺今朝蔵）
- ふじみ野市立三角小学校校歌（作曲：渡辺今朝蔵）
- 加須市立加須南小学校校歌（作曲：鈴木邦彦）
- 牧之原市立相良小学校校歌（作曲：黛敏郎）
- 小谷村立小谷小学校校歌(作曲：谷川賢作)
- 暁星国際小学校校歌（作曲：團伊玖磨）
- 同志社小学校校歌（作曲：大中恩、2006年制定）
- 杉並区立天沼小学校校歌「世界は不思議でいっぱいだ」（作曲：谷川賢作）

##### 中学校
- 長岡市立青葉台中学校校歌（作曲：細矢みそぎ）
- 美郷町立美郷中学校校歌
- 前橋市立みずき中学校校歌（作曲：谷川賢作）
- 江東区立大島西中学校校歌（作曲：林光）
- 世田谷区立上祖師谷中学校校歌
- 青梅市立泉中学校校歌（作曲：谷川賢作）
- 八千代市立高津中学校校歌（作曲：林光）
- 上尾市立南中学校校歌（作曲：林光）
- 上尾市立西中学校校歌（作曲：林光）
- ふじみ野市立花の木中学校校歌（作曲：渡辺今朝蔵）
- 羽生市立南中学校校歌（作曲：林光）
- 酒田市立第六中学校校歌
- 相模原市立若草中学校校歌（作曲：谷川賢作）
- 寒川町立寒川東中学校校歌（作曲：鈴木輝昭、1990年制定）
- 南部町立南部中学校校歌（作曲：久石譲、2011年制定）
- 豊田市立藤岡南中学校校歌（作曲：富澤裕、2011年制定）
- 常滑市立南陵中学校校歌（作曲：湯浅譲二）
- 岐阜市立長森南中学校校歌（作曲：谷川賢作）
- 豊中市立第十五中学校校歌（作曲：湯浅譲二）
- 築上町立築城中学校校歌（作曲：谷川賢作）

##### 高等学校（中高一貫教育校を含む）
- 北海道札幌開成高等学校校歌（作曲：宍戸睦郎、1964年制定）[注釈 4]
- 青森県立弘前中央高等学校校歌（作曲：中田喜直）
- 岩手県立花北商業高等学校（現：花北青雲高等学校）校歌（作曲：湯浅譲二、1974年制定）
- 岩手県立盛岡北高等学校校歌（作曲：湯浅譲二、1978年制定）
- 岩手県立久慈工業高等学校校歌（作曲：小森昭宏）
- 山形県立山形東高等学校新応援歌「みなぎる力」（作曲：服部公一、1984年制定）
- 山形県立北村山高等学校校歌（作曲：村川千秋）
- 福島県立福島南高等学校校歌（作曲：湯浅譲二、1989年制定）
- 福島県立郡山東高等学校校歌（作曲：藤原義久）
- 福島県立ふたば未来学園高等学校(作曲：箭内道彦、2015年制定)
- 茨城県立磯原郷英高等学校校歌（作曲：谷川賢作）
- 茨城県立波崎高等学校校歌（作曲：牛腸征司）
- 茨城県立中央高等学校校歌（作曲：湯山昭、1989年発表）
- 茨城県立並木中等教育学校・並木高等学校校歌（作曲：小室等、1986年制定）
- 土浦日本大学中等教育学校校歌（作曲：湯浅譲二、2006年制定
- 群馬県立桐生高等学校校歌（作曲：谷川賢作、2021年制定）
- 伊勢崎市立四ツ葉学園中等教育学校校歌（作曲：谷川賢作）
- 埼玉県立上尾東高等学校校歌（作曲：林光、1977年制定）
- 埼玉県立上尾鷹の台高等学校校歌（作曲：谷川賢作、2008年制定）
- 埼玉県立朝霞高等学校校歌（作曲：湯浅譲二）
- 埼玉県立和光国際高等学校校歌（作曲：谷川賢作）
- 東京都私立大妻多摩中学高等学校校歌（作曲：谷川賢作、2018年）
- 東京都立武蔵村山高等学校校歌（作曲：團伊玖磨）
- 鵠沼高等学校校歌（作曲：林光、2004年共学化より）
- 神奈川県立生田東高等学校校歌（作曲：湯浅譲二）
- 横須賀市立横須賀高等学校校歌（作曲：湯浅譲二）
- 新潟県立高田北城高等学校校歌
- 新潟県立新潟東高等学校校歌（作曲：細谷禊、1982年制定）
- 新潟県立長岡向陵高等学校校歌（作曲：細谷禊、1985年制定）
- 新潟県立新津南高等学校校歌（作曲：細矢禊、1982年制定）
- 新潟県立分水高等学校校歌（作曲:細谷禊）
- 富山県立高岡南高等学校校歌（作曲：中田喜直）
- 福井県立金津高等学校校歌（作曲：服部公一）
- 山梨県立中央高等学校校歌（作曲：清水脩）
- 長野県長野東高等学校校歌（作曲：広瀬量平）[注釈 5]
- 長野県松本筑摩高等学校校歌（作曲：田鎖大志郎）[注釈 5]
- 松本秀峰中等教育学校校歌（作曲：谷川賢作）
- 静岡県立静岡東高等学校校歌（作曲：林光、1965年制定）
- 静岡県立遠江総合高等学校校歌（作曲：谷川賢作）
- 愛知県立常滑高等学校（新設）校歌（作曲：谷川賢作）
- 三重県立みえ夢学園高等学校校歌（作曲：小室等、1997年制定）
- 三重県立四日市南高等学校校歌（作曲：武満徹、1963年制定、1978年一部変更[31]）- 谷川が初めて手がけた校歌[31]。その後、四日市ぜんそく公害訴訟で1972年に原告住民が勝訴し、その2年後に谷川が雑誌『世界』に後悔の念を綴ったのを見た同校が職員会議での議論を経て谷川へ改作を提案して快諾され[32]、創立20周年を機に歌詞の一部を変更[31]。
- 京都府立向陽高等学校校歌（作曲：間宮芳生）
- 京都市立京都工学院高等学校校歌（作曲：平田あゆみ）
- 福山市立福山中・高等学校校歌（作曲：林光、2004年制定）
- 徳島県立海部高等学校校歌（作曲：小室等）
- 鹿児島県立楠隼中学校・高等学校校歌（作曲：下野竜也、2015年開校）

##### 大学
- 大阪人間科学大学学歌（作曲：谷川賢作）
- 北星学園大学学歌（作曲：谷川賢作、1991年制定）
- 城西国際大学学歌（作曲：谷川賢作）
- 大阪芸術大学校歌（作曲：諸井誠）
- 愛知学泉大学学歌（作曲：林光）
- 京都橘大学学歌（作曲：林光）
- 獨協医科大学校歌（作曲：佐藤直紀）

##### 企業等
- 六花亭の歌（作曲：林光）
- 第一貨物社歌

## 関連書籍
- 『住宅公団十年史』（日本住宅公団、1965年）- 谷川の4編の詩が収められている。
- 『少女アリス』（河出書房新社、1973年、写真：沢渡朔）- 谷川と瀧口修造の詩が収められている。
- 『読む時間』アンドレ・ケルテス写真集・日本版（創元社）2013年 -序文（詩）

## 関連人物
- 大岡信 - 長年の友人。上記の共著を出している。
- 武満徹 - 長年の友人。新潮社より刊行された著作集で編集委員を務めた。
- 庭瀬健太郎 - 従兄弟。元愛知県常滑市長。
- 金関寿夫
- 寺山修司
- ねじめ正一 - 1998年、詩のボクシングで対決。
- 大江健三郎
- 河合隼雄
- 長谷川龍生
- 高石ともや
- 和田誠
- 今江祥智
- 灰谷健次郎
- 小林彰太郎：30年間の隣人で幼馴染だった。今も良き友人という。
- 楠かつのり
- 高橋源一郎：『詩めくり』にて言及され、高橋の著作『日本文学盛衰史』に寄稿するなど親交がある。
- 中島みゆき：大学の卒業論文で谷川について執筆するなど、影響を受けている。
- HALCALI：2枚目のアルバム『音樂ノススメ』 に「芝生 feat. 谷川俊太郎」を収録。同曲では、本人により自身の詩の一節が朗読される。
- SPANOVA：配信アルバム『SetsunaLized SetzunaRider』に収録した「We Always Go On」に、本人により自身の詩の一節が朗読される。なお、上記のHALCALIの曲の作曲者およびプロデューサーでもある。
- 明和電機：絵本『すーびょーるーみゅー』を共作。
- 塚本やすし：絵本『ふたり★おなじ星のうえで』『そのこ』を共作。
- 沢知恵：アルバム『谷川俊太郎をうたう』を発表。アルバム『われ問う』には谷川俊太郎が朗読で参加。
- はせみつこ：谷川の多くの詩を朗読し作品化している。
- 小室等：「23区コンサート」で谷川が『ことばあそびうた』の「かっぱ」を早口で朗読している。谷川俊太郎作詞&小室等作曲の楽曲も多い。アルバム『いま生きているということ』『父の歌』『プロテストソング』など。
- ASKA：デビュー時の1980年秋から40年以上にわたり谷川の詩集を持ち歩くなど、谷川に多くの影響を受けている。また、動画サイトYouTubeでは、谷川との対談動画も公開されている。
- 林原めぐみ：自著『愛たくて、逢いたくて』に対談した時の内容が収録されているほか、自身の番組で谷川について触れるなど、交流がある。
- 清古尊：清古が収集を行う手形群「清古尊手形」。手形の収集は、広島県尾道市にて谷川の足形を見たことがきっかけであった。